# CIE XYZ

Chromatický diagram CIE 1931

CIE XYZ (nebo také CIE 1931) je jeden z prvních matematicky definovaných barevných prostorů. Byl definován ve studii o vnímání barev vytvořené mezinárodním úřadem Commission internationale de l'éclairage (zkráceně CIE) v roce 1931. Vychází z předchozí specifikace zvané CIE RGB, která vzešla ze série experimentů.
Tyto dva barevné prostory lze vzájemně převádět. Protože lidské oko má 3 typy čípků pro denní vnímání barevného spektra, je znázornění všech viditelných barev trojrozměrným problémem. Prostor CIE XYZ byl záměrně navržen tak, že parametr Y v tomto prostoru separuje jas a vlastní barva je pak určena dvěma odvozenými parametry x a y. Tyto odvozené parametry lze spočítat ze všech tří trichromatických složek X, Y a Z. Barevný prostor udaný parametry x a y se nazývá CIE xyY a jeho řez se označuje jako chromatický diagram CIE xy (bez parametru jasu).